# Liste der Kulturdenkmale in Altleisnig
In der Liste der Kulturdenkmale in Altleisnig sind die Kulturdenkmale des Leisniger Ortsteils Altleisnig verzeichnet, die bis Mai 2023 vom Landesamt für Denkmalpflege Sachsen erfasst wurden (ohne archäologische Kulturdenkmale). Die Anmerkungen sind zu beachten.
Diese Aufzählung ist eine Teilmenge der Liste der Kulturdenkmale in Leisnig.

## Altleisnig
| Bild           | Bezeichnung                                                                          | Lage                  | Datierung                           | Beschreibung | ID       |
| -------------- | ------------------------------------------------------------------------------------ | --------------------- | ----------------------------------- | --- | -------- |
| Weitere Bilder | Wohnstallhaus, Scheune, Seitengebäude und Toreinfahrt eines ehemaligen Vierseithofes | Altleisnig 1 (Karte)  | 1. Viertel 19. Jahrhundert          | Zeittypische verputzte Bruchsteinbauten in gutem Originalzustand von bau- und sozialgeschichtlichem Wert. - Wohnstallhaus: zweigeschossig mit Drempel, originaler Türstock und Fenstergewände, Satteldach - Seitengebäude: zweigeschossig, aus Bruchstein, Satteldach, mit Kumthalle - Scheune: großes Tor zur Dorfstraße, aus Bruchsteinen errichtet, mit Obergeschoss, Satteldach Ehemaliger Vierseithof, heute noch bestehend aus dem Wohnstallhaus, der Scheune und einem Seitengebäude, vermutlich Mitte des 19. Jahrhunderts einheitlich erbaut. Verputzte zweigeschossige Bruchsteinbauten mit Satteldächern. Charakteristische Gestaltungsmerkmale dieser Gebäude sind teils gekoppelte Rundbogenfenster in den Giebeldreiecken, Fenstergewände und Türportale mit waagerechten Verdachungen, Gurtgesimse, große Holztore an der straßenseitigen Scheune sowie eine dreijochige Kumthalle am Seitengebäude. Die Gebäude bestechen durch ihre Authentizität, wodurch sie zu eindrucksvollen Bauzeugnissen der Entstehungszeit werden. Ebenso wird durch die Authentizität die Arbeits- und Lebensweise auf einem Bauernhof des 19. Jh. nachvollziehbar. Der Denkmalwert ergibt sich damit aus der bau- und sozialgeschichtlichen Bedeutung.                                            | 09208177 |
| Weitere Bilder | Ehemaliges Pfarrhaus, heute Wohnhaus                                                 | Altleisnig 25 (Karte) | 1708/1710 (bezeichnet mit. „.. 08“) | Markanter verputzter Bruchsteinbau mit hohem Walmdach von großer orts- und baugeschichtlicher Bedeutung. Zweigeschossig, massiv aus Bruchsteinmauerwerk, Walmdach, im Erdgeschoss profilierte Porphyrgewände, Portal aus Porphyr mit Schlussstein, weitestgehend original erhalten, alte Haustür. Gehörte zur 1860 abgebrannten Kirche von Altleisnig. Sanierung des alten Pfarrhauses seit 2002. Zweigeschossiger Bruchsteinbau, sechs mal vier Achsen, im Erdgeschoss profilierte Fenstergewände aus Rochlitzer Porphyrtuff, nach denkmalgerechter Sanierung Kreuzstockfenster im Obergeschoss, Türportal ebenfalls aus Rochlitzer Porphyrtuff mit Schlussstein, dieser bezeichnet mit „...08“, historische Haustür – möglicherweise von abgebrannten Kirche zweitverwandt im Pfarrhaus eingebaut, Abschluss durch steiles Walmdach, Im Inneren große Eingangshalle mit gewendelter Treppe mit Holzgeländern (denkmalgerecht saniert, nach Baubefund gab es zuvor eine ältere Treppe), im Erdgeschoss hohe Zimmer, deren Fensteröffnungen mit Korbbögen abschließend, dreigeschossiges Kehlbalkendach mit liegendem Stuhl, Dem Gebäude kommt eine große bau- und ortsgeschichtliche Bedeutung auf Grund seiner authentischen und wertvollen Bausubstanz sowie seiner Nutzungsgeschichte zu. | 09208176 |

## Tabellenlegende
- Bild: Bild des Kulturdenkmals, ggf. zusätzlich mit einem Link zu weiteren Fotos des Kulturdenkmals im Medienarchiv Wikimedia Commons. Wenn man auf das Kamerasymbol klickt, können Fotos zu Kulturdenkmalen aus dieser Liste hochgeladen werden:
- Bezeichnung: Denkmalgeschützte Objekte und ggf. Bauwerksname des Kulturdenkmals
- Lage: Straßenname und Hausnummer oder Flurstücknummer des Kulturdenkmals. Die Grundsortierung der Liste erfolgt nach dieser Adresse. Der Link (Karte) führt zu verschiedenen Kartendiensten mit der Position des Kulturdenkmals. Fehlt dieser Link, wurden die Koordinaten noch nicht eingetragen. Sind diese bekannt, können sie über ein Tool mit einer Kartenansicht einfach nachgetragen werden. In dieser Kartenansicht sind Kulturdenkmale ohne Koordinaten mit einem roten bzw. orangen Marker dargestellt und können durch Verschieben auf die richtige Position in der Karte mit Koordinaten versehen werden. Kulturdenkmale ohne Bild sind an einem blauen bzw. roten Marker erkennbar.
- Datierung: Baubeginn, Fertigstellung, Datum der Erstnennung oder grobe zeitliche Einordnung entsprechend des Eintrags in der sächsischen Denkmaldatenbank
- Beschreibung: Kurzcharakteristik des Kulturdenkmals entsprechend des Eintrags in der sächsischen Denkmaldatenbank, ggf. ergänzt durch die dort nur selten veröffentlichten Erfassungstexte oder zusätzliche Informationen
- ID: Vom Landesamt für Denkmalpflege Sachsen vergebene, das Kulturdenkmal eindeutig identifizierende Objekt-Nummer. Der Link führt zum PDF-Denkmaldokument des Landesamtes für Denkmalpflege Sachsen. Bei ehemaligen Kulturdenkmalen können die Objektnummern unbekannt sein und deshalb fehlen bzw. die Links von aus der Datenbank entfernten Objektnummern ins Leere führen. Ein ggf. vorhandenes Icon  führt zu den Angaben des Kulturdenkmals bei Wikidata.